# Shemp Howard
Shemp Howard est un acteur américain né le 17 mars 1895 à Brooklyn, New York (États-Unis), et mort le 22 novembre 1955 à Hollywood (Californie).

## Biographie
Il fait partie de la troupe comique Les Trois Stooges, de 1922 à 1927, puis de 1928 à 1932, et enfin de 1946 à 1955.

## Filmographie
- 1919 : Spring Fever
- 1930 : Soup to Nuts : Fireman
- 1932 : In the Dough (en)
- 1933 : Close Relations (en)
- 1933 : Salt Water Daffy : Wilbur, a Kleptomaniac
- 1933 : Here Comes Flossie : Ezry
- 1934 : Rambling 'Round Radio Row : Songwriters' Representative
- 1934 : How'd Ya Like That? : Unlnown
- 1934 : Henry the Ache : One Of King Henry's Lackeys
- 1934 : Mushrooms
- 1934 : The Knife of the Party : Leader Of The Stooges
- 1934 : Pugs and Kisses
- 1934 : Very Close Veins
- 1934 : Pure Feud : McCarthy Man
- 1934 : Corn on the Cop : Salesman
- 1934 : I Scream : Moran's Henchman
- 1934 : Art Trouble : Art Student
- 1934 : My Mummy's Arms : Shemp
- 1934 : Daredevil O'Dare : Unknown
- 1934 : Smoked Hams : Henry Howard
- 1934 : Dizzy and Daffy : Lefty Howard
- 1934 : A Peach of a Pair : The Cook
- 1935 : His First Flame : Smoking Moe
- 1935 : Why Pay Rent? : Shemp
- 1935 : Serves You Right : Process Server
- 1935 : On the Wagon : Husband
- 1935 : The Officer's Mess : Army Rookie
- 1935 : Convention Girl : Dan Higgins
- 1936 : While the Cat's Away
- 1936 : For the Love of Pete : Knobby Walsh
- 1936 : Absorbing Junior : Henry, the Husband
- 1936 : Here's Howe : Knobby Walsh
- 1936 : Punch and Beauty : Knobby Walsh
- 1936 : The Choke's on You : Knobby Walsh
- 1936 : The Blonde Bomber : Knobby Walsh
- 1937 : Kick Me Again : Knobby Walsh
- 1937 : Taking the Count : Knobby Walsh
- 1937 : Hollywood Round-Up : Oscar Bush
- 1937 : Headin' East (en) d'Ewing Scott (en) : Windy Wylie
- 1938 : Not Guilty Enough
- 1938 : Home on the Rage : Andy Clyde's Brother-In-Law
- 1939 : Behind Prison Gates : Convict Kitchen Worker
- 1939 : Nick joue et gagne (Another Thin Man) de W. S. Van Dyke : Wacky
- 1939 : Glove Slingers : Pat Patrick, Fight Manager
- 1940 : Money Squawks : Shemp
- 1940 : The Lone Wolf Meets a Lady : Joe, a pickpocket
- 1940 : Boobs in the Woods : Gus
- 1940 : Millionaires in Prison : Professor
- 1940 : Pleased to Mitt You
- 1940 : The Leather Pushers : Sailor McNeill
- 1940 : Give Us Wings : Buzz
- 1940 : Mines de rien (The Bank Dick) d'Edward F. Cline : Joe Guelpe, Bartender
- 1940 : Murder Over New York : Shorty McCoy (The Canarsie Kid)
- 1940 : La Femme invisible (film, 1940) (The Invisible Woman) : Frankie / 'Hammerhead'
- 1941 : Six Lessons from Madame La Zonga : Gabby
- 1941 : Deux Nigauds soldats (Buck Privates) : Chef
- 1941 : Meet the Chump : Stinky Fink
- 1941 : Histoire de fous (Road Show) : Moe Parker
- 1941 : Mr. Dynamite : Abdullah
- 1941 : La Belle Ensorceleuse (The Flame of New Orleans) : Oyster Bed Cafe Waiter
- 1941 : Too Many Blondes : Hotel Manager Ambrose Tripp
- 1941 : Deux Nigauds marins (In the Navy) : Dizzy
- 1941 : Tight Shoes d'Albert S. Rogell : Okay
- 1941 : San Antonio Rose : Benny the Bounce
- 1941 : Hit the Road : Dingbat
- 1941 : Cracked Nuts d'Edward F. Cline : Eddie / Ivan
- 1941 : Fantômes en vadrouille (Hold That Ghost) : Soda jerk
- 1941 : Hellzapoppin : Louie
- 1942 : Butch Minds the Baby : 'Squinty' Sweeny
- 1942 : The Strange Case of Doctor Rx : Det. Sgt. Sweeney
- 1942 : Mississippi Gambler : Milton Davis, Brooklyn Cab Driver
- 1942 : Private Buckaroo d'Edward F. Cline : Sergent 'Muggsy' Shavel
- 1942 : Strictly in the Groove : Pops
- 1942 : La Fièvre de l'or noir (Pittsburgh) : Shorty (the tailor)
- 1942 : Les Mille et Une Nuits (Arabian Nights) : Sinbad
- 1943 : How's About It : Alf
- 1943 : Deux Nigauds dans le foin (It Ain't Hay) : Umbrella Sam
- 1943 : Keep 'Em Slugging (en) de Christy Cabanne : Binky
- 1943 : Farmer for a Day : Andy Clyde's Brother-In-Law
- 1943 : Symphonie loufoque (Crazy House) de Edward F. Cline : Mumbo
- 1944 : Three of a Kind : Shemp Howard
- 1944 : Pick a Peck of Plumbers : Plumber
- 1944 : Moonlight and Cactus (en) de William Goodrich : Punchy Carter
- 1944 : Strange Affair (en) d'Alfred E. Green : Laundry truck driver
- 1944 : Open Season for Saps : Hen-Pecked Husband
- 1944 : Crazy Knights : Shemp
- 1945 : Off Again, on Again : Suicidal Husband
- 1945 : Trouble Chasers : Shemp Howard
- 1945 : Where the Pest Begins : Shemp
- 1945 : A Hit with a Miss : Prizefighter
- 1946 : The Gentleman Misbehaves : Marty
- 1946 : Mr. Noisy : Noisy, the heckler
- 1946 : Jiggers, My Wife : Woodcock 'Woody' J. Strinker
- 1946 : One Exciting Week : Marvin Lewis
- 1946 : Dangerous Business (en) : Monk
- 1946 : Society Mugs : Shemp
- 1946 : Blondie Knows Best : Jim Gray, the Process Server
- 1947 : Fright Night : Shemp
- 1947 : Bride and Gloom : Groom-To-Be
- 1947 : Out West : Shemp
- 1947 : Hold That Lion : Shemp
- 1947 : Brideless Groom : Prof. Shemp Howard (but not Cousin Basil)
- 1947 : Sing a Song of Six Pants : Shemp
- 1947 : All Gummed Up : Shemp
- 1948 : Shivering Sherlocks : Shemp Howard
- 1948 : Pardon My Clutch : Shemp
- 1948 : Squareheads of the Round Table : Shemp
- 1948 : The Hot Scots : McShemp
- 1948 : I'm a Monkey's Uncle : Shemp
- 1948 : Crime on Their Hands : Shemp
- 1949 : The Ghost Talks : Shemp
- 1949 : Who Done It? : Shemp
- 1949 : Deux Nigauds en Afrique ou Abbott et Costello en Afrique (Africa Screams) de Charles Barton : Gunner
- 1949 : Hokus Pokus : Shemp
- 1949 : Fuelin' Around : Shemp
- 1949 : Vagabond Loafers : Shemp
- 1949 : Jerks of All Trades (TV) : Shemp
- 1949 : Dunked in the Deep : Shemp
- 1950 : Punchy Cowpunchers : Shemp
- 1950 : Hugs and Mugs : Shemp
- 1950 : Dopey Dicks : Shemp
- 1950 : Love at First Bite : Shemp
- 1950 : Self Made Maids : Shemp / Shempetta
- 1950 : Studio Stoops : Shemp
- 1950 : Slap Happy Sleuths : Shemp
- 1950 : A Snitch in Time : Shemp
- 1951 : Three Arabian Nuts : Shemp
- 1951 : Baby Sitters' Jitters : Shemp
- 1951 : Don't Throw That Knife : Shemp
- 1951 : Scrambled Brains : Shemp
- 1951 : Merry Mavericks : Shemp
- 1951 : Gold Raiders : Shemp
- 1951 : The Tooth Will Out : Shemp
- 1951 : Pest Man Wins : Shemp
- 1952 : A Missed Fortune : Shemp
- 1952 : Corny Casanovas : Shemp
- 1952 : He Cooked His Goose : Shemp
- 1952 : Gents in a Jam : Shemp
- 1952 : Three Dark Horses : Shemp
- 1952 : Cuckoo on a Choo-Choo : Shemp
- 1953 : Up in Daisy's Penthouse : Shemp
- 1953 : Booty and the Beast : Shemp
- 1953 : Loose Loot : Shemp
- 1953 : Tricky Dicks : Shemp
- 1953 : Pardon My Backfire : Shemp
- 1953 : Rip, Sew and Stitch : Shemp Pip
- 1953 : Bubble Trouble : Shemp
- 1953 : Goof on the Roof : Shemp
- 1954 : Income Tax Sappy : Shemp
- 1954 : Musty Musketeers : Shempeth
- 1954 : Pals and Gals : Shemp
- 1954 : Knutzy Knights : Shemp
- 1954 : Shot in the Frontier : Shemp
- 1954 : Scotched in Scotland : McShemp
- 1955 : Fling in the Ring : Shemp
- 1955 : Of Cash and Hash : Shemp
- 1955 : Bedlam in Paradise : Shemp
- 1955 : Gypped in the Penthouse : Shemp
- 1955 : Stone Age Romeos : Shemp
- 1955 : Un drôle de toubib (Wham Bam Slam) : Shemp
- 1955 : Hot Ice : Shemp
- 1955 : Blunder Boys : St. Patrick's Day
- 1956 : Columbia Laff Hour : Shemp
- 1956 : Husbands Beware : Shemp
- 1956 : Creeps : Shemp
- 1956 : Flagpole Jitters : Shemp